# Championnat du Guatemala de football 1966-1967
Navigation
Saison précédente Saison suivante
La Liga Nacional 1966-1967 est la quinzième édition de la première division guatémaltèque.
Lors de ce tournoi, le CSD Municipal a tenté de conserver son titre de champion du Guatemala face aux neuf meilleurs clubs guatémaltèques.
Chacun des dix clubs participant était confronté trois fois aux neuf autres équipes.
Seulement une place était qualificative pour la Coupe des champions de la CONCACAF.

## Les 10 clubs participants
| \| Guatemala: Aurora FC CSD Comunicaciones CSD Municipal Tipografía Nacional Universidad SC Guatemala Deportivo Botrán Xelaju MC Guatemala Juventud Escuintleca Deportivo Marquense Guatemala Deportivo Suchitepéquez Guatemala Deportivo Botrán Xelaju MC \| Localisation des clubs engagés dans le championnat. |
| Guatemala: Aurora FC CSD Comunicaciones CSD Municipal Tipografía Nacional Universidad SC Guatemala Deportivo Botrán Xelaju MC Guatemala Juventud Escuintleca Deportivo Marquense Guatemala Deportivo Suchitepéquez Guatemala Deportivo Botrán Xelaju MC                                                           |

Ce tableau présente les dix équipes qualifiées pour disputer le championnat 1966-1967. On y trouve le nom des clubs, le nom des stades dans lesquels ils évoluent ainsi que la capacité et la localisation de ces derniers.
| Club                    | Stade                         | Capacité          | Ville          |
| Aurora FC               | Stade de l'Ejército           | 13 300            | Guatemala City |
| Deportivo Botrán        | Stade inconnu                 | Capacité inconnue | Quetzaltenango |
| CSD Comunicaciones      | Stade Mateo Flores            | 30 000            | Guatemala City |
| RGM Escuintla           | Stade Ricardo Muñoz Gálvez    | 3 000             | Escuintla      |
| Deportivo Marquense     | Stade Marquesa de la Ensenada | 10 000            | San Marcos     |
| CSD Municipal           | Stade Mateo Flores            | 30 000            | Guatemala City |
| Deportivo Suchitepéquez | Stade Carlos Salazar Hijo     | 12 000            | Mazatenango    |
| Tipografía Nacional     | Stade La Pedrera              | Capacité inconnue | Guatemala City |
| Universidad SC          | Stade de la Revolución        | 5 000             | Guatemala City |
| Xelaju MC               | Stade Mario Camposeco         | 11 000            | Quetzaltenango |

## Compétition
Les dix équipes affrontent à trois reprises les neuf autres équipes selon un calendrier tiré aléatoirement.
Le classement est établi sur l'ancien barème de points (victoire à 2 points, match nul à 1, défaite à 0).
Le départage final se fait selon les critères suivants :
- Le nombre de points.
- La différence de buts générale.
- Le nombre de buts marqué.

### Classement
| Rang | Équipe                  | Pts | J  | G  | N  | P  | Bp | Bc | Diff |
| ---- | ----------------------- | --- | -- | -- | -- | -- | -- | -- | ---- |
| 1    | Aurora FC               | 39  | 27 | 16 | 7  | 4  | 47 | 25 | +22  |
| 2    | Xelaju MC               | 37  | 27 | 15 | 7  | 5  | 51 | 29 | +22  |
| 3    | CSD Comunicaciones      | 33  | 27 | 13 | 7  | 7  | 38 | 21 | +17  |
| 4    | Universidad SC          | 33  | 27 | 14 | 5  | 8  | 47 | 41 | +6   |
| 5    | Deportivo Suchitepéquez | 32  | 27 | 12 | 8  | 7  | 48 | 23 | +25  |
| 6    | CSD Municipal T         | 29  | 27 | 12 | 5  | 10 | 53 | 36 | +17  |
| 7    | Tipografía Nacional     | 28  | 27 | 9  | 10 | 8  | 41 | 45 | -4   |
| 8    | Deportivo Marquense     | 18  | 27 | 6  | 6  | 15 | 37 | 50 | -13  |
| 9    | RGM Escuintla           | 17  | 27 | 5  | 7  | 15 | 34 | 54 | -20  |
| 10   | Deportivo Botrán        | 4   | 27 | 1  | 2  | 24 | 13 | 85 | -72  |

| Légende : Qualifications et relégations | Légende : Qualifications et relégations                             |
| --------------------------------------- | ------------------------------------------------------------------- |
|                                         | Coupe des champions de la CONCACAF 1967 (1er Tour de qualification) |
|                                         | Relégué en Primera División de Guatemala                            |
|                                         | T Tenant du titre P Promu de la saison 1965-1966                    |

## Bilan du tournoi
| Championnat du Guatemala de football 1966-1967           |                      |
| Champion                                                 | Aurora FC            |
| Dauphin                                                  | Xelaju MC            |
| Coupes et trophées                                       |                      |
| Vainqueur Copa Presidencial                              | CSD Municipal        |
| Qualifications continentales                             |                      |
| Coupe des champions 1967 (Premier tour de qualification) | Aurora FC            |
| Promotions et relégations                                |                      |
| Promus en Liga Nacional de Guatemala                     | Deportivo Palo Gordo |
| Relégués en Primera División de Guatemala                | Deportivo Marquense  |